# Vương triều Capet

Hoa bách hợp từ đầu thế kỷ 13 tới 1830 là huy hiệu nhà vua và như vậy cũng là huy hiệu của Pháp

Vương triều Capet (tiếng Latinh: Capetingorum, tiếng Pháp: Capétiens, tiếng Đức: Kapetinger), hay còn được gọi là Nhà Capetus, là một vương triều gốc người Frank, được người Pháp xem là vương triều Pháp thứ 3 bên cạnh nhà Meroveus và nhà Carolus. Là vua chúa của người Frank (rex Francorum) và từ thế kỷ 13 là vua của Pháp (rex Franciae) những thành viên nhà Kapetinger đóng một vai trò quan trọng trong việc hình thành từ đế quốc Tây Frank (Francia occidentalis) một nước Pháp thống nhất.
Ông tổ và tên của hoàng tộc này là bắt nguồn từ vua Hugues Capet, thành viên của quý tộc Frank Robertiner mà từ thế kỷ 7 có những văn kiện dẫn chứng. Con cháu ông là vua chúa ở Pháp từ năm 987 cho tới 1848. Khi nhánh chính của nhà Capet tuyệt tự (không còn hậu duệ nam thừa kế ngôi báu), một nhánh khác của nhà Capet (đã đổi tên thành Nhà Valois) được kế vị cai trị Pháp, bắt đầu từ Philippe VI của Pháp. Nhà Valois cai trị Pháp từ năm 1328 tới năm 1589.
Sau khi nhà Valois tuyệt tự thì một nhánh khác nữa của nhà Capet (đã đổi tên thành Nhà Bourbon) kế vị ngôi vua Pháp, bắt đầu từ Henri IV của Pháp (ông là cháu 10 đời của Louis IX của Pháp). Nhà Bourbon đã cai trị Pháp từ năm 1589 cho tới năm 1848 (sự cai trị của họ bị gián đoạn trong thời kỳ 1789-1815, lúc diễn ra Cách mạng Pháp và việc Napoleon I cầm quyền). Như vậy, trừ 1 vị vua là Napoleon I, tất cả những vị vua Pháp kể từ năm 987 cho tới năm 1848 đều là con cháu của nhà Capet.
Ở Tây Ban Nha, do Nhà Habsburg nhánh Tây Ban Nha bị tuyệt tự, nhà Bourbon kế vị ngôi vua nước này bắt đầu từ Felipe V của Tây Ban Nha (do ông này là cháu bên ngoại của Nhà Habsburg nhánh Tây Ban Nha) vào năm 1700. Sau một thời gian gián đoạn khá dài, nhà Bourbon nhánh Tây Ban Nha được khôi phục ngôi vị năm 1975 và giữ ngôi vua Tây Ban Nha cho tới ngày nay.
Như vậy, có thể nói nhà Capet là dòng họ quý tộc có thế lực bậc nhất trong lịch sử châu Âu, lâu đời và thành công không kém Nhà Habsburg, thậm chí một nhánh con cháu của nhà Capet hiện vẫn đang làm vua ở Tây Ban Nha.